# Mabel Mosquera
Mabel Mosquera Mena (ur. 1 lipca 1969 w Quibdó) – kolumbijska sztangistka. Brązowa medalistka olimpijska z Aten.
Zawody w 2004 były jej jedynymi igrzyskami olimpijskimi. Zdobyła brąz w wadze do 53 kg. Była zwyciężczynią igrzysk panamerykańskich w 2003.